# Östliche Heidekraut-Wühlmaus

Verbreitungsgebiet der Östlichen Heidekraut-Wühlmaus

Die Östliche Heidekraut-Wühlmaus (Phenacomys ungava) ist ein Nagetier in der Gattung der Heidekraut-Wühlmäuse, das im nördlichen Nordamerika verbreitet ist. Der Artzusatz im wissenschaftlichen Namen bezieht sich auf die Ungava Bay, wo das Typusexemplar gefangen wurde.

## Merkmale
Die Exemplare erreichen mit einer Kopf-Rumpf-Länge von 88 bis 112 mm, einer Schwanzlänge von 23 bis 40 mm und einem Gewicht von 15 bis 47 g etwa dieselbe Größe, wie die andere der beiden Arten in der Gattung Heidekraut-Wühlmäuse. Die Länge der Hinterfüße variiert zwischen 17 und 21 mm und die Ohren sind 12 bis 14 mm lang. Die Haare des dichten, langen und dunkelbraunen Fells der Oberseite besitzen gelbe oder rosa Tönungen, was ein gesprenkeltes Aussehen erzeugt. Im Gesicht sind die gelben, zimtfarbenen oder roten Schattierungen intensiver. Auf den Ohren befinden sich hauptsächlich weiche Haare, während die Kanten mit borstigen orangefarbenen Haaren besetzt sind. Gewöhnlich hat die Unterseite eine hellgraue Farbe. Bei den meisten Exemplaren ist der Schwanz in eine dunkle Oberseite und eine helle Unterseite aufgeteilt. Die molaren Zähne besitzen Wurzeln, was Heidekraut-Wühlmäuse von anderen Wühlmäusen unterscheidet. Bei Weibchen sind vier Zitzen auf der Brust und vier im Leistenbereich vorhanden. Der diploide Chromosomensatz enthält 56 Chromosomen (2n=56).

## Verbreitung
Die Östliche Heidekraut-Wühlmaus bewohnt fast das gesamte Kanada südlich der Gebiete mit Permafrost und östlich der Rocky Mountains. Sie fehlt auf Neufundland, in New Brunswick und Nova Scotia. Die Exemplare halten sich in der Tundra mit verstreuten Büschen sowie in der borealen Zone auf.

## Lebensweise
Dieses Nagetier ist zwischen Abend- und Morgendämmerung aktiv. Es ruht am Tage zwischen Wurzeln, unter Holzklötzen oder in Felsspalten. Die Östliche Heidekraut-Wühlmaus hält keinen Winterschlaf. Sie frisst Beeren, Blätter, Zweige, Baumrinde und Wurzeln. Die Exemplare legen genau wie Eichhörnchen Verstecke mit Vorräten für Zeiten mit Nahrungsmangel an. Bei Weibchen sind pro Jahr zwei Würfe mit 2 bis 8 Neugeborenen möglich, wobei 4 bis 5 Nachkommen am häufigsten auftreten. Die Trächtigkeitsdauer beträgt 19 bis 24 Tage. Nur in Ausnahmefällen haben im Frühjahr geborene Weibchen einen Wurf im selben Jahr. Die durchschnittliche Lebenslänge liegt bei vier Jahren.
Die Populationsgröße variiert nicht periodisch, obwohl auch bei dieser Art Zeiten mit auffällig großen oder kleinen Populationen auftreten.

## Gefährdung
Die IUCN listet die Östliche Heidekraut-Wühlmaus als nicht gefährdet (least concern) aufgrund fehlende Bedrohungen und da sie in vielen Schutzgebieten vorkommt.